# Герб Намібії
Герб Намібії являє в своїй основі щит із кольорів національного стягу, прикрашений зображенням орлана африканського (Haliaeetus vocifer). Щит підтримують двоє ориксів, що символізують хоробрість, елегантність і гордість. Фундаметном послуговує зображуюча пустелю фігура, на якій проступає вельвічія, символізуюча національну силу духу. В нижній частині герба на срібній стрічці знаходиться національний девіз: «Єднання, Свобода, Правосуддя» (англ. Unity, Liberty, Justice).